# Zhao Mengfu
Zhao Mengfu (xinès tradicional: 趙孟頫, xinès simplificat: 赵孟頫, pinyin: Zhào Mèngfǔ, Wade-Giles: Chao Meng-fu, 1254–1322) nom estilitzat Ziang (子昂), pseudònims Songxue (松雪, "Pi amb neu"), Oubo (鸥波, "Gavina onada"), i Shuijing-gong Dao-ren (水精宫道人, "Mestre del Palau de Cristall"), va ser un príncep i descendent de la Dinastia Song, i un erudit, pintor i cal·lígraf xinès durant la Dinastia Yuan.
Va ser recomanat pel censor en cap Cheng Jufu per ser rebut una audiència amb Khublai Khan en el 1286 a la capital Yuan de Dadu, però no va obtenir una posició important de funcionari. El seu treball, això no obstant, va ser molt apreciat pel posterior Emperador Yuan Renzong d'inspiració confuciana.

Colors de la Tardor a les Muntanyes Hua i Qiao, de Zhao Mengfu
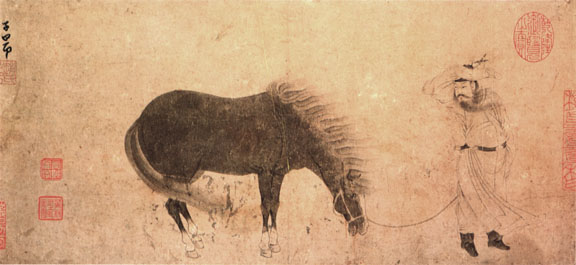
Un Home i el seu Cavall en el Bent, de Zhao Mengfu
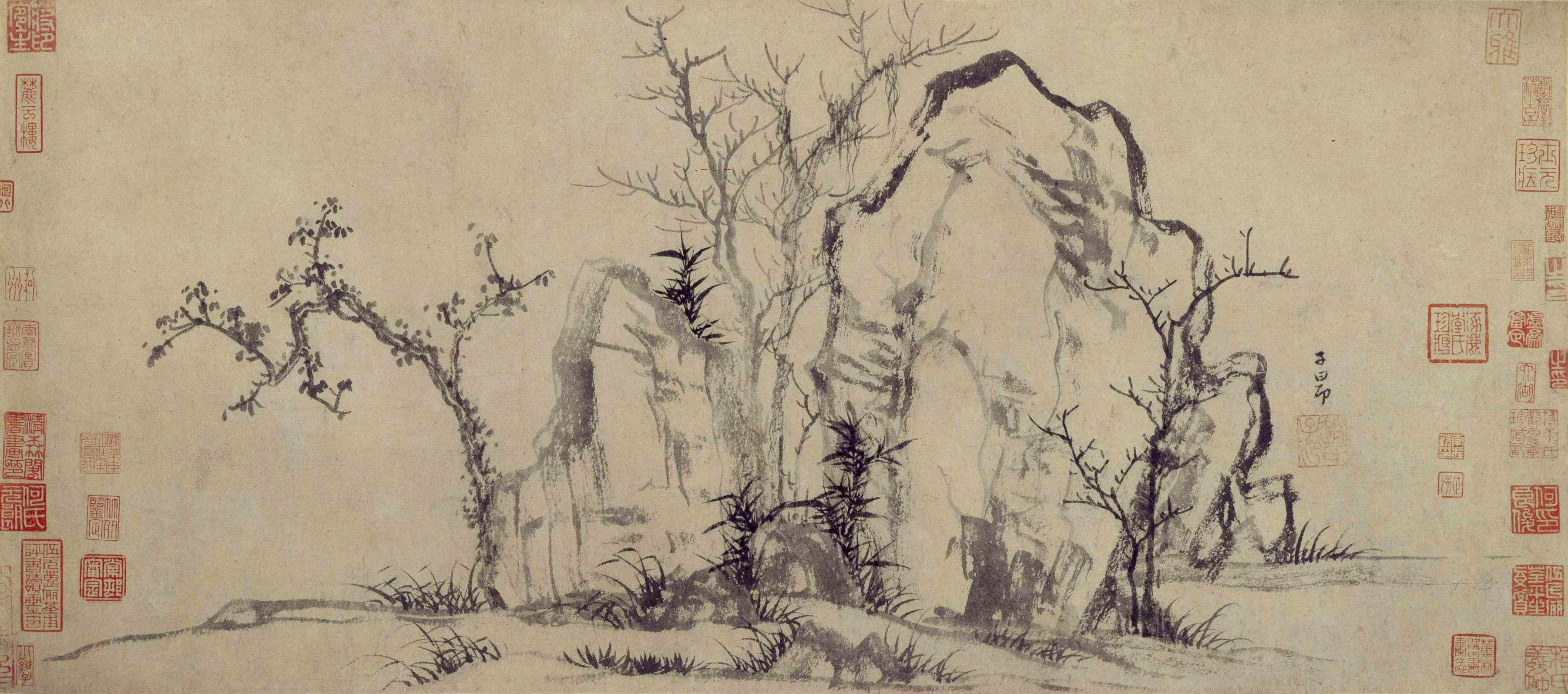
Roques Elegants i Arbres Dispersos, de Zhao Mengfu
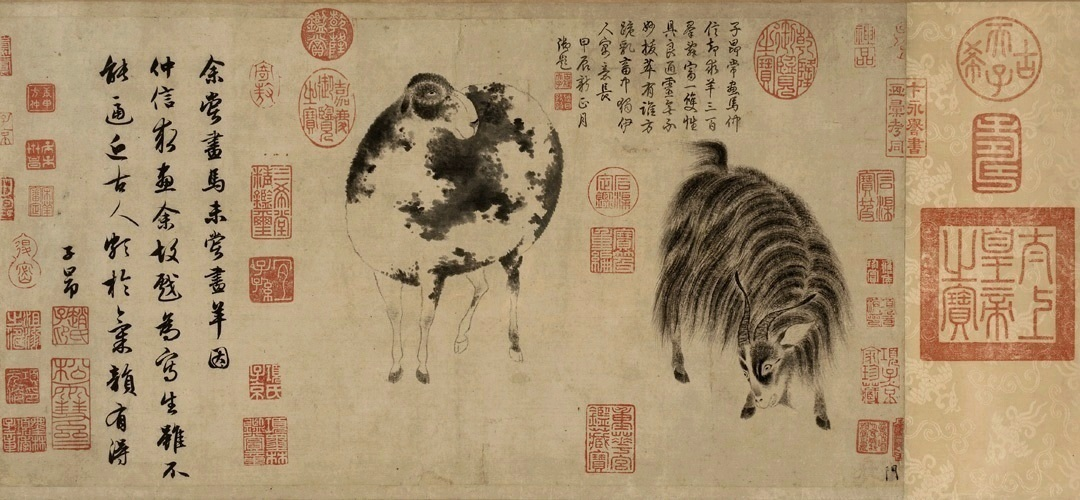
Una Ovella i una Cabra, de Zhao Mengfu
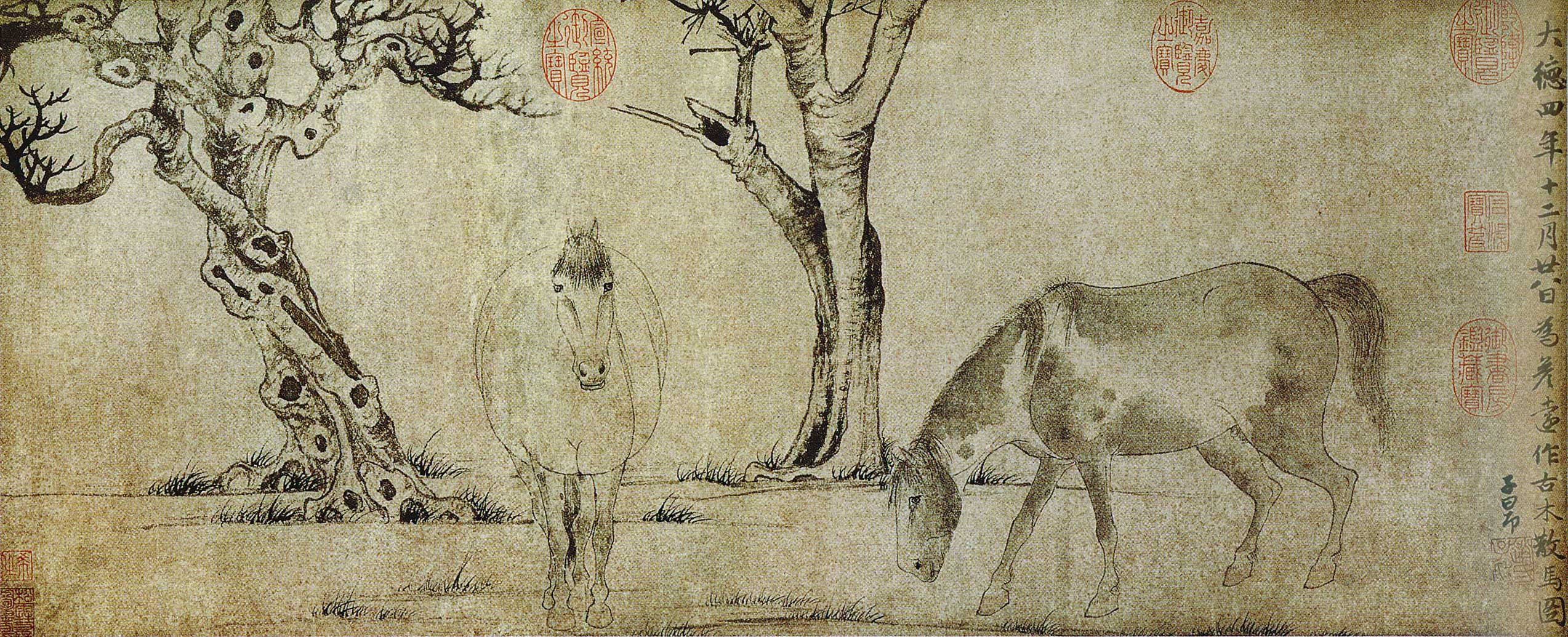
Vell Arbre i Cavalls, de Zhao Mengfu
Zhao Mengfu escriu la Contalla de la Deessa del Riu Luo.